# Breviarium Grimani

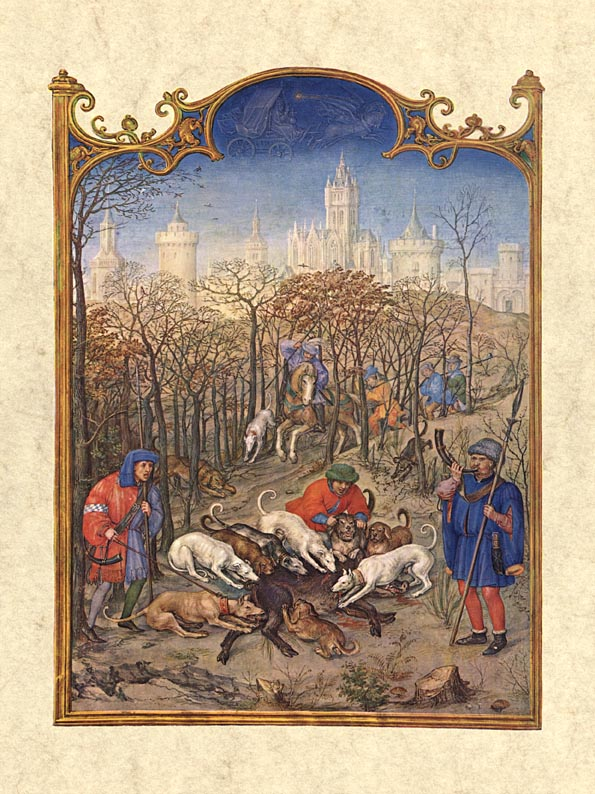
Ur Breviarium Grimani

Breviarium Grimani är en av de största och mest berömda nederländska handskrifterna med miniatyrer, som idag återfinns i San Marco-biblioteket i Venedig. Den dateras till cirka 1510–1520.
Breviarium Grimani är uppkallad efter den forne ägaren. Miniatyrerna utgör dels helsidesbilder, dels dekorativa initialer, dels ornamentala randmålningar. Bland helsidesbilderna finns bibliska scener, 12 kalenderbilder. Här framträder det nederländska landskapsmåleriet och sedebilden. Målningarna har utförts av konstnärsfamiljen Bening, särskilt Simon Bening. Andra konstnärer är Lieven från Antwerpen och Gerard från Brügge, den senare möjligen identisk med Gerard Horenbout från Gent.